# Henri III reçu à la villa Contarini
Henri III reçu à la villa Contarini, ou La visite d'Henri III à la villa Contarini est une fresque exécutée par le peintre rococo italien Giovanni Battista Tiepolo. Elle est exposée au Musée Jacquemart-André de Paris.

## Description
Cette fresque, de genre historique, représente la visite du roi de France Henri III à la famille Contarini en 1574. Tiepolo met en scène la rencontre entre les résidents de la villa et le roi, accompagné de son cortège, dans le cadre d'une galerie spacieuse et élégante. La scène est encadrée dans des architectures peintes, avec des arcades et des colonnes. Maître dans l'art de donner vie à des scènes d'une grande théâtralité et dans celui du trompe-l'œil, Tiepolo confie au jeune homme assis au premier plan la mission de créer un effet de décalage dans la perspective, grâce à sa pose qui, projetant son corps en arrière, laisse pendre les jambes au-delà du cadre pictural.
Tiepolo recrée ici un monde aristocratique, dont l'esthétique rappelle - et continue - celle de Véronèse.

## Déplacement
Originellement situé dans la villa Contarini, située en Vénétie, l'ensemble de fresques est acheté par le couple Jacquemart-André en 1893. La fresque est ensuite marouflée sur toile afin d'être ramenée dans l'hôtel parisien du couple, après un voyage de 8 mois.